# Olessia Doudnik
Olessia Vitalievna Doudnik (en russe : Олеся Витальевна Дудник, transcription anglaise : Olesya Dudnik ; née le 15 août 1974 à Zaporijia) est une gymnaste artistique ayant participé aux compétitions internationales sous les couleurs de l'Union soviétique.
Elle obtient trois médailles aux Championnats du monde de gymnastique artistique 1989 à Stuttgart : une médaille d'or au concours par équipe, une médaille d'or au saut et une médaille d'argent à la poutre. Doudnik remporte aussi une médaille d'or à la poutre aux Championnats d'Europe de gymnastique artistique 1989 à Bruxelles.

## Palmarès

### Autres
- American Cup 1989 :
  -  2e au concours général